# Американские реалии
Американские реалии (англ. Americana) — американский телевизионный пилот 2012 года, созданный Майклом Ситцманом и продюсируемый Марком Гордоном, Филлипом Нойсом и Николасом Пеппером.
Сюжет фокусируется вокруг личности легендарного модельера Роберта Соултера (Энтони ЛаПалья) и повествует о его жизни, работе и семье, в тот момент когда на его пути встает молодой и перспективный дизайнер Элис Кларк (Эшли Грин). ABC заказал съёмки пилота 30 января 2012 года. Режиссёром пилотного эпизода выступил Филлип Нойс («Месть»), а автором сценария Ситцман. Съёмки пилота прошли в марте-апреле 2012 года. Пилотный эпизод получил смешанные отзывы и не был заказан для дальнейшего производства сериала.

## Актёры и персонажи
- Энтони ЛаПалья — Роберт Соултер, легендарный модельер и патриарх семейства Соултеров, чья карьера находится под угрозой, когда на его пути встала молодой дизайнер Элис Кларк[4].
- Эшли Грин — Элис Кларк, дочь Мартина. Молодой и предприимчивый дизайнер, неожиданное появление которой переворачивает жизнь Роберта и легендарного бренда на изнанку[5][6][7].
- Эмили де Рэвин — Франческа Соултер, дочь Роберта[8][9].
- Кристин Адамс — Сиэйра, жена Роберта, красивая афро-американская женщина и бывшая топ-модель[10][11].
- Натали Мендоса — Венди Лав-Соултер[12].
- Дэвид Алпей — Джесси, старший сын Роберта, который недавно был назначен сопредседателем компании Americana[13][14].
- Кен Олин — Мартин Кларк, владелец компании, которая производит одежду[12][15].
- Аннабет Гиш — Рэйчел Кларк, мать Элис[16].
- Тиффани Хайнс — Шейн Келли, предприимчивый студент-медик и лучшая подруга Элис[17].